# Футболна национална лига
Футболната национална лига е руска футболна асоциация, управляваща Руска Първа Дивизия и Руска Втора Дивизия от сезон 2011/12. Тя заменя вече несъществуващата професионална футболна лига. Националната футболна лига е основана през декември 2010 година. Контролира се от Руски футболен съюз. На 3 март 2011 за президент на ФНЛ е назначен Игор Ефремов. Партньори на ФНЛ стават Адидас, Инстат Футбол и onedivision.ru.